# Region Biombo

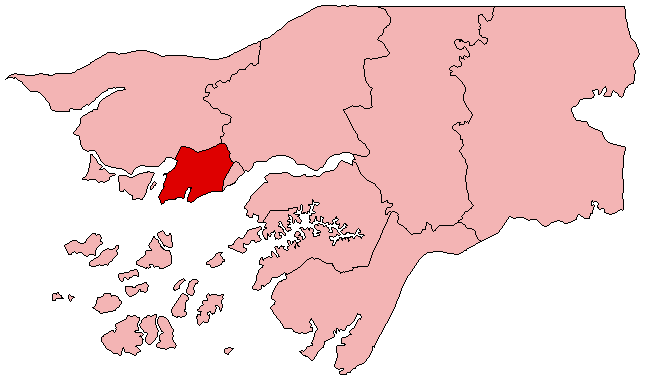
Region Biombo

Biombo – jeden z dziewięciu regionów w Gwinei Bissau, zajmujący zachodnią część kraju. Stolicą regionu jest Quinhámel.
Region zajmuje 839 km²; 76 579 mieszkańców.